# Francesco Saverio Luschin
Francesco Saverio Luschin (Franc Ksaver Lušin in sloveno; Tainach, 3 dicembre 1781 – Gorizia, 2 maggio 1854) è stato un arcivescovo cattolico sloveno.

## Biografia
Dopo gli studi a Klagenfurt, dove fu ordinato sacerdote, divenne insegnante di scienze bibliche ed orientali presso la Facoltà teologica dell'Università di Graz; fu successivamente consigliere provinciale nel governo del Tirolo. Nel 1823 fu eletto principe vescovo di Trento, che gli servì per acquisire una grande esperienza politico-amministrativa. Nel 1834 fu trasferito all'arcidiocesi di Leopoli, dove rimase per meno di un anno. Il 17 settembre 1835 fu trasferito alla sede arcivescovile di Gorizia e nel 1836 gli fu restituito il titolo di principe dell'Impero (che perdurò fino alla sua rinuncia da parte dell'arcivescovo Ambrosi).
A Gorizia ampliò il seminario centrale e fece arrivare le Suore di Carità, a cui venne affidato il nuovo ospedale femminile e la casa di ricovero. Morì a Gorizia il 2 maggio 1854.

## Genealogia episcopale e successione apostolica
La genealogia episcopale è:
- Cardinale Scipione Rebiba
- Cardinale Giulio Antonio Santori
- Cardinale Girolamo Bernerio, O.P.
- Arcivescovo Galeazzo Sanvitale
- Cardinale Ludovico Ludovisi
- Cardinale Luigi Caetani
- Cardinale Ulderico Carpegna
- Cardinale Paluzzo Paluzzi Altieri degli Albertoni
- Cardinale Flavio Chigi
- Papa Clemente XII
- Cardinale Giovanni Antonio Guadagni, O.C.D.
- Cardinale Cristoforo Migazzi
- Arcivescovo Michael Léopold Brigido
- Arcivescovo Sigismund Anton von Hohenwart, S.I.
- Arcivescovo Augustin Johann Joseph Gruber
- Arcivescovo Francesco Saverio Luschin

La successione apostolica è:
- Arcivescovo Carlo Emanuele Sardagna de Hohenstein (1831)
- Vescovo Bartolomeo Bozanich (1839)
- Arcivescovo Giuseppe Godeassi (1840)
- Vescovo Bartolomeo Legat (1847)